# Diego Macedo
Diego Macedo (født 8. maj 1987) er en brasiliansk fodboldspiller.